# Керон Каммінгс
Керон Натаніел Каммінгс (англ. Keron Nathaniel Cummings; нар. 28 травня 1988 року) — тринідадський футболіст, півзахисник клубу «Сентрал» і збірної Тринідаду і Тобаго.

## Кар'єра
Професійну кар'єру почав у 2009 році у клубі «В Коннекшн», з яким перемагав у чемпіонаті Тринідаду і Тобаго. Після цього Каммінгс виступав в місцевому чемпіонаті за «Сентрал» та «Сент Енн'с Рейнджерс».
З 2014 року футболіст грав за команду «Норс Іст Старз», у складі якої він перемагав у розіграші кубка країни.

## Збірна
За національну команду Керон Каммінгс дебютував у 2010 році. У 2015 році він потрапив до складу команди на Золотий кубок КОНКАКАФ. У грі зі збірною Мексики йому вдалося зробити дубль, завдяки якому тринідадці зіграли внічию 4:4. Цей результат дозволив збірній Каммінгса зайняти перше місце в групі.

## Досягнення

### Міжнародні
- Переможець клубного чемпіонату КФС (1): 2009.

### Національні
- Чемпіон Тринідаду і Тобаго (1): 2011/12.
- Володар Кубка Тринідаду і Тобаго (1): 2014/15.